# Mollram

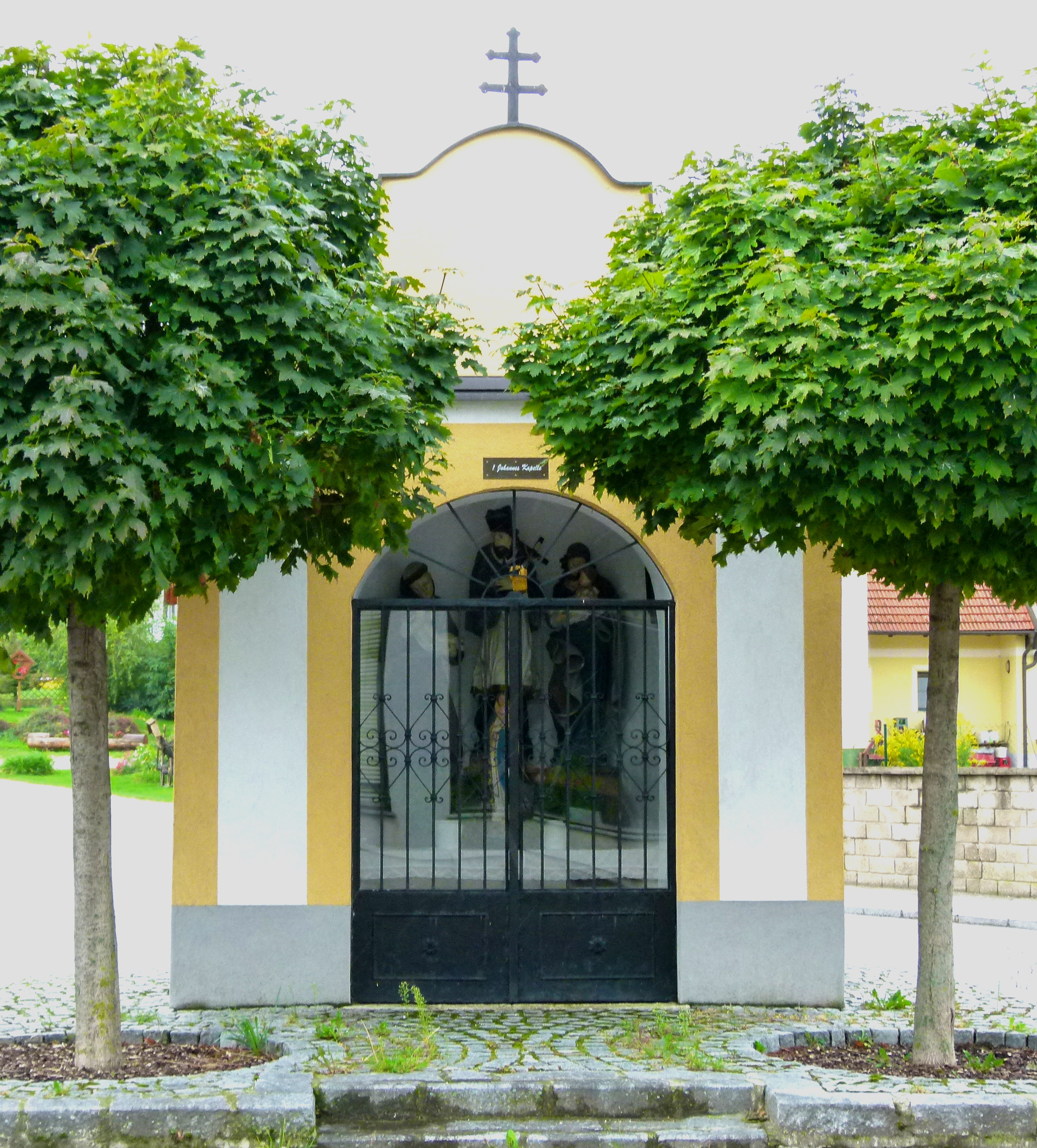
Wegkapelle Mollram

Mollram ist eine Ortschaft und eine Katastralgemeinde der Stadtgemeinde Neunkirchen im Bezirk Neunkirchen in Niederösterreich.

## Geografie
Das nördlich von Neunkirchen gelegene Dorf befindet sich nordöstlich des Mollramer Waldes und ist über Nebenstraßen leicht erreichbar.

## Geschichte
Laut Adressbuch von Österreich waren im Jahr 1938 in der Ortsgemeinde Mollram drei Gastwirte, ein Gemischtwarenhändler, eine Schneiderin, ein Schuster und zahlreiche Landwirte ansässig. Die Lichtgenossenschaft Mollram betrieb zudem ein Elektrizitätswerk.

## Sehenswertes
- Der „Weltachsenschmierer“ ist eine Skulptur von Johann Gerhartl. Die Mollramer werden seit Jahrzehnten als „Weltachsschmierer“ bezeichnet, worauf der Künstler Bezug nahm. Im „Weltachsstadl“ am Dorfrand finde im Sommer auch das „Weltachsfest“ statt.